# Olivier Schrameck
Pour les articles homonymes, voir Schrameck.
Olivier Schrameck, né le 27 février 1951 dans le 15e arrondissement de Paris, est un haut fonctionnaire français. Il est à plusieurs reprises directeur du cabinet de Lionel Jospin, dont il est décrit comme un proche, alors que celui-ci est ministre de l’Éducation nationale (1988-1991), puis Premier ministre (1997-2002).
Il est président du Conseil supérieur de l’audiovisuel de 2013 à 2019. 
Il est élu membre du Conseil supérieur de la magistrature le 16 janvier 2019, par l'Assemblée générale du Conseil d'État. 

## Biographie
Issu d'une famille juive alsacienne du côté paternel, et polonaise du côté maternel, Olivier Schrameck est le petit-neveu d'Abraham Schrameck, qui fut ministre de l'Intérieur du Cartel des gauches en 1925.

### Formation
Olivier Schrameck est élève de classe préparatoire littéraire au lycée Pasteur puis diplômé de l’Institut d'études politiques de Paris, titulaire d’un DES de droit public, en 1971 et ancien élève de l'École nationale d'administration (Promotion « André Malraux », 1977).

### Carrière administrative
En 1977, il entre au Conseil d'État en qualité d'auditeur, ce jusqu'en 1983.
De 1981 à 1982, il est commissaire du gouvernement près l’assemblée du contentieux et les autres formations de jugement du Conseil d'État. De 1982 à 1984, il est conseiller technique, puis chargé de mission auprès du ministre d’État, ministre de l’intérieur et de la décentralisation Gaston Defferre. L'année suivante, il est directeur de cabinet du secrétaire d’État chargé des enseignements supérieurs Roger-Gérard Schwartzenberg.
De 1985 à 1986, il est directeur des enseignements supérieurs au ministère de l’Éducation nationale. De 1987 à 1988, il est commissaire du gouvernement près l’assemblée du contentieux et les autres formations de jugement du Conseil d'État. 
De 1988 à 1991, il est directeur du cabinet de Lionel Jospin, ministre de l’Éducation nationale.
De 1991 à 1993, il réintègre le Conseil d'État, où il est rapporteur général du Haut Conseil à l'intégration. Il devient professeur associé à l’université Paris I de 1991 à 1997. 
Du 1er janvier 1993 au 18 juin 1997, il est secrétaire général du Conseil constitutionnel. Alors que pour la première fois les comptes de campagnes de la présidentielle française sont vérifiés par le Conseil constitutionnel et que les rapporteurs ont montré les irrégularités des comptes de campagne d'Édouard Balladur et de Jacques Chirac, c'est lui qui, selon la cellule investigation de Radio France, « apporte la solution » pour ne pas rejeter leurs comptes. Durant cette période, il est nommé conseiller d'État en juin 1995. 
Il est directeur de cabinet du Premier ministre Lionel Jospin, durant l’intégralité de son mandat, de 1997 à 2002. En 2001, il publie un livre, considéré à charge contre la cohabitation et Jacques Chirac avant les élections présidentielles,. 
De 2002 à 2004, à la suite de la défaite de Lionel Jospin à la présidentielle, il est nommé ambassadeur de France en Espagne.
À compter du 1er janvier 2005, il réintègre ses fonctions de membre du Conseil d'État. Le 1er septembre 2006, il est président de la 6e sous-section de la section du contentieux. Par ailleurs, il devient, à partir de l'année universitaire 2005-2006, professeur associé à l'université Paris 1 Panthéon-Sorbonne. En juillet 2007, il est nommé au Comité de réflexion et de proposition sur la modernisation et le rééquilibrage des institutions mis en place par Nicolas Sarkozy. En juin 2009, il est nommé président du jury des trois concours de l'ENA. 
Le 5 novembre 2009, il est nommé président de la section du rapport et des études du Conseil d'État. Il est nommé Professeur associé à Sciences Po de 2010 à 2013. En juillet 2012, il est nommé par le président de la République François Hollande membre de la Commission sur la rénovation et la déontologie de la vie publique, commission présidée par Lionel Jospin.

### Présidence du CSA
Le 24 janvier 2013 il est nommé par François Hollande à la présidence du Conseil supérieur de l’audiovisuel (CSA), en dépit du fait qu'il n'a aucune compétence particulière dans ce domaine,. Sa nomination est dénoncée comme une atteinte aux principes énoncés pendant la campagne présidentielle de François Hollande selon lesquels les hauts fonctionnaires seront nommés sur leur compétence et leur expérience et non pas selon des intérêts partisans.  
Désigné pour un mandat de six ans, sa mission se termine en janvier 2019. 
La rémunération de la fonction de présidence est estimée à environ 100 500 euros par an, à laquelle s'ajoute un traitement de base "des fonctionnaires hors échelle", qui s'élève dans ce cas à 82 986 euros brut. Par conséquent, la rémunération est estimée à 183 500 euros par an, soit identique à celle de  son prédécesseur. 

#### Nomination des présidences des télévisions et des radios publiques
Le pouvoir du CSA est fortement renforcé sous la présidence de François Hollande, à la suite de la loi du 15 novembre 2013 prévoyant que le président de la République ne nomme plus directement les dirigeants des sociétés de l'audiovisuel public, pour transférer ce pouvoir de nomination au CSA, dont « l'indépendance et la composition de ses membres est garantie ». Ce mode de nomination par le CSA est remis en cause selon une commission d’enquête du Sénat sur les autorités administratives indépendantes.
Sous sa responsabilité, il nommera Mathieu Gallet à Radio France et Delphine Ernotte à France Télévision. En 2018, il est remplacé temporairement pour « raisons de santé » et par conséquent ne procédera pas directement à la nomination de Sibyle Veil à Radio France et au renouvellement de mandat de Marie-Christine Saragosse à FMM.  
- Radio France

En 2014, cette procédure inédite de nomination par le CSA est appliquée pour la présidence de Radio France après la fin de mandat de Jean-Luc Hees.     
Le Canard enchainé révèle que Mathieu Gallet, en tant que président de l'INA, a invité certains membres du CSA  en voyage avant qu'il ne se déclare candidat à la présidence de Radio France. Début 2014, les huit « sages » du CSA désignent Mathieu Gallet à l'unanimité pour un mandat de cinq ans. Début 2018, le CSA, au nom de « l'intérêt général », révoque Mathieu Gallet après sa condamnation pour « favoritisme » pour l'attribution de contrat sans mise en concurrence . Mathieu Gallet conteste la décision auprès du Conseil d’État qui rejette sa requête le 14 décembre 2018. Par la suite, le CSA nommera Sibyle Veil, anciennement directrice déléguée chargée des opérations et des finances sous la présidence de Mathieu Gallet.   
- France Télévisions

L'impartialité d'Olivier Schrameck est mise en cause lors de la nomination de Delphine Ernotte à la présidence de France Télévisions. Les comités de rédaction de France 2 et France 3 dénoncent le 21 avril 2015 la procédure « opaque et anti-démocratique » mise en place par le CSA pour choisir le nouveau président de la télévision publique,. Philippe Bilger dénonce également une nomination « dans un climat de connivence et de clientélisme ». Laurent Mauduit décrit une désignation « entachée d’irrégularités ». Olivier Schrameck admet avoir rencontré Delphine Ernotte avant l'élection, ainsi que, selon lui, tous les candidats qui ont demandé à le rencontrer. Mais, selon Francis Guthleben, certains candidats ont déclaré ne pas savoir qu'il était possible de le rencontrer. Une plainte contre X a été déposé par deux syndicats de France Télévisions, la CFDT Médias et la CGC Audiovisuel, qui l’accusent d'avoir fait pression au sein du collège pour favoriser la nomination de Delphine Ernotte, ce que conteste formellement Olivier Schrameck et son collège. L'enquête vise à déterminer s'il y a eu l'intervention ou non d'une personnalité qui aurait influencé le vote. 
Olivier Schrameck explique la procédure mise en œuvre pour la nomination à la présidence de France Télévisions le 26 mai 2015 devant la Commission des Affaires culturelles et de l'Éducation de l'Assemblée nationale.
Le collège du CSA adopte, le 4 juin 2015, une déclaration commune, faisant valoir la parfaite régularité de la procédure de nomination de Delphine Ernotte à la présidence de France Télévisions.

#### Protection des jeunes téléspectateurs et auditeurs
- TPMP

Sur la télévision, le CSA procède à des sanctions inédites à l'encontre du groupe Canal + pour des incidents  survenus lors de l'émission de TPMP animé par Cyril Hanouna. La chaîne dénonce des sanctions dont le "caractère disproportionné et discriminatoire" de cette décision, preuve d'un "acharnement" qui la "fragilis(ait)" financièrement. Le patron du groupe Canal+, Vincent Bolloré, dépose des recours indemnitaires auprès du Conseil d'État et réclame un préjudice évalué à 13 millions d'euros. Olivier Schrameck se défend de tout acharnement en justifiant des avertissements successifs. 
Début novembre 2018, le conseil d’État a rapporté que C8 renonce partiellement à une demande de dédommagement après une sanction du CSA. Cette demande faisait suite à la sanction de 3 millions d'euros que le CSA avait infligé à la chaîne en juillet 2017, après la diffusion d'un canular jugé homophobe. Il s'agissait de l'une des amendes les plus lourdes prononcées par le CSA depuis sa création à la fin des années 1980. Néanmoins, ce retrait de C8 ne finalise pas l'ensemble des contentieux avec le CSA, et en particulier à deux autres demandes de dédommagement d'un montant de 13 millions d'euros lié à la privation de la publicité. Après avoir contesté les décisions en vain devant le Conseil d’État, la chaîne du Groupe Canal+ a décidé de déposer un recours devant la Cour européenne des droits de l'homme.  
- Internet et la régulation au niveau européen

Sur internet, Olivier Schrameck est favorable à la régulation des contenus et plus particulièrement de la pornographie sur les réseaux sociaux. Selon lui, "Peu  importe le moyen de diffusion, c’est le contenu qui compte" et plaide une modification substantielle de la loi pour ouvrir ce champ de contrôle. Il propose  "d’étendre le champ de la régulation" aux plateformes de partage de vidéos, réseaux sociaux et plateformes de streaming. Olivier Schrameck créé ainsi  l'ERGA ( European Regulators Group for Audiovisual Media Services) afin que les régulateurs européens soient représentés et œuvrent de concert à la mise au point de propositions pour le renouvellement de la  directive européenne sur les services de médias audiovisuel (ou SMA). Le 6 novembre 2018 (le jour même de l’adoption définitive de la nouvelle directive « Services de médias audiovisuels »), l’ERGA, réuni en plénière à Bruxelles, adopte le rapport intitulé : ‘ERGA Analysis and Discussion Paper to contribute to the consistent implementation of the revised AVMS Directive’, élaboré dans le cadre d’un groupe de travail présidé par le CSA. 
Ce rapport vise à se projeter dans la future mise en œuvre de la directive et à préparer son application concrète par les régulateurs.

#### Attribution des fréquences
À la suite de l'attribution de la chaîne numéro 23, la chaîne est racheté par NextRadioTV, le propriétaire de BFM et RMC. En octobre 2015, à la suite de ce projet de vente, le CSA retire à Numéro 23 l'autorisation d'émettre. Olivier Schrameck  justifie cette décision en déclarant  "C'est une décision juridique qui revêt un caractère moral. Avec un bien public, on ne doit pas jouer à des fins spéculatives",,. Néanmoins, cette décision fut par la suite annulée par le Conseil d'État qui a jugé que la "fraude" invoquée n'était "pas démontrée".  
En 2018, Olivier Schrameck estime que la TNT a un avenir technique à la suite d'un rapport de l'ARCEP qui prédit un système de diffusion distancé par le satellite et la télévision par ADSL. Dans sa feuille de route, le CSA vise davantage une modernisation de la plateforme TNT à l'horizon des Jeux olympiques de Paris en 2024.   
En juin 2018, le CSA met en demeure la chaîne russe Russia Today pour des "manquements à l'honnêteté, à la rigueur de l'information et à la diversité des points de vue" dans un sujet sur la Syrie. Début juillet, la chaîne a annoncé son intention de contester sa mise en demeure devant le Conseil d’État. Lancé en France en décembre 2017, un collectif de spécialistes de la Russie avait interpellé Olivier Schrameck considérant que l’autorisation de diffusion à la chaîne Russia Today (RT) est d’une "extrême gravité" et avait demandé une "suspension".
Le 17 novembre 2017, Olivier Schrameck prend la présidence du Réseau des instances de régulation méditerranéennes (RIRM).

### Conseil supérieur de la magistrature
Il est élu le 17 janvier 2019 par l’assemblée générale du Conseil d’État pour effectuer un mandat de quatre ans au Conseil supérieur de la magistrature. Il cumule une activité de consultant au cabinet Fidal  depuis juillet 2019. La  HATVP autorise ce cumul sous réserve que l'expertise en matière de droit public soit exercé en dehors du secteur audiovisuel. 

### Vie privée
En 1980, Olivier Schrameck épouse Hélène de Largentaye, une économiste spécialiste de Keynes, fille de Jean de Largentaye. Elle siège au Conseil d'analyse économique, créé en 1997. De 2001 à 2006, elle fut directrice adjointe de cabinet de Bertrand Delanoë à la mairie de Paris.

## Grades au sein du Conseil d'État
- De 1977 à 1983, auditeur au Conseil d'État.
- De 1983 à 1995, maître des requêtes au Conseil d'État.
- De 1995 à 2006, conseiller d'État au Conseil d'État.
- De 2006 à 2012, président de section au Conseil d'État.

## Distinction
- Commandeur de la Légion d'honneur [57] (Promotion du 14 juillet 2016), décoré le mercredi 2 novembre 2016 par le Premier ministre Manuel Valls.

## Ouvrages
- La Fonction publique territoriale, Dalloz, 1995 (BNF 37495961)
- Les Cabinets ministériels, 1997, Broché
- Matignon, rive gauche : 1997-2001, 2001, Broché
- Mémoire d'alternance : l'Espagne de Zapatero, 2005, Broché
- Dans l'ombre de la République : les cabinets ministériels, Dalloz, Paris, 2006, 224 p., broché  (ISBN 2-247-07108-2)